# 金剛 (戦艦)
金剛（こんごう/こんかう）は、日本海軍が初の超弩級巡洋戦艦として発注した金剛型の1番艦。イギリスに発注された最後の主力艦である。2度の改装後は高速戦艦として、太平洋戦争でも活躍した。金剛は、日本海軍が太平洋戦争で使用した唯一の外国製戦艦であった。

## 艦歴
金剛の艦名は奈良県と大阪府の境にある金剛山にちなんで命名された。艦名は1877年（明治10年）進水のコルベット金剛に続いて2代目。
計画時の名称では「伊号装甲巡洋艦」と呼ばれ装甲巡洋艦として計画されていたが、建造中に巡洋戦艦に艦種変更され金剛と命名された（日本海軍の命名慣例については日本艦船の命名慣例を参照）。戦艦には旧国名が命名されることが多いが、金剛が戦艦に艦種変更されたのは第一次改装中の1931年（昭和6年）6月1日付であり、竣工当初は巡洋戦艦であったためである。また金剛は、日本の主力艦として初の超弩級艦であると同時に、改修に改修を重ねたのちは快速を誇る「高速戦艦」として、第二次世界大戦期には旧式化していながらも盛んな活躍を見せた金剛型戦艦のネームシップでもある。現代の海上自衛隊では、開発国アメリカ以外では世界初となるイージス艦のこんごう型護衛艦1番艦「こんごう」にその艦名が受け継がれている。

### 建造までの経緯
日露戦争終結2年後の1907年（明治40年）に金剛の建造が決定された。最初は装甲巡洋艦として計画されたが、イギリスが1906年に画期的戦艦のドレッドノートを完成させて以来あまりに戦艦の進歩は飛躍的になり、設計はまとまらなかった。1908年には弩級巡洋戦艦インヴィンシブル級3隻が竣工、1909年には超弩級戦艦（ドレッドノートを超える戦艦という意味）オライオン級が起工されるとともに当時世界最大艦となる超弩級巡洋戦艦ライオン級が計画されるという事態に鑑み、1911年（明治44年）に「金剛」を超弩級巡洋戦艦として建造すべく計画を変更した。予算が通過したのは1910年（明治43年）である。
この当時日本海軍は1907年（明治40年）計画の国産弩級戦艦河内型を建造中であったが、構想や技術的に欧米に劣る点も多く認められたため、金剛は技術導入を兼ねてイギリスに設計・建造を依頼した。

### 14インチ砲採用とヴィッカース社受注の経緯
日本海軍は当初主砲として50口径12インチ砲を選定し、同砲装備のB46案で1910年6月25日にヴィッカース社とアームストロング社に対して入札公告が行われた。14インチ砲装備案もあったが、4月13日に行われた諮問会議では山内万寿治や松本和など6名が12インチ砲を支持する一方、14インチ砲支持は山下源太郎のみであった。しかしながら、実際の契約では14インチ砲装備の四七二C案であった。この変更の理由には、イギリス駐在の加藤寛治が、入手した実射試験のデータをもとに部下の武藤稲太郎を日本に派遣して14インチ砲案へと変更させたとするものや軍令部や海相・次官が決定を覆したとする説があるが、いづれも無理があったり決定を覆せた理由が不明である。実際には12インチ砲装備は決定ではなく、変更可能であったと考え得る。B46案を見ると、12インチ砲装備艦としては大きすぎるものになっており、これは大口径砲装備へと変更できるようになっていたと考えられる。また、入札公告では13.5インチ砲装備案と思わえるものの設計も求められている。また、1910年3月には加藤に対して14インチ試製砲の価格交渉が命じられており、早くから14インチ砲試験を行おうとしていたことがわかる。この過程で日本側はヴィッカース社側に傾いていくこととなる。アームストロング社は大口径化への対応が遅れていて13.5インチ砲の製造能力がなく、同社は頼りにならないと判断されるに至ったためである。入札直前の7月末、14インチ砲装備案が突然現れてきた。その理由は不明だが、同砲国産についての呉工廠の判断入手によるものとも思われる。なお、14インチ砲搭載の設計案はアームストロング社は求められて提出した形跡はなく、日本側がすでにヴィッカース社への発注に傾いていたと思われる。9月26日、ヴィッカース社の472C案に内定した。
当時、ヴィッカース社とアームストロング社は仕事を分割するとうとした結託関係を結んでいた。しかし、実際は「金剛」の建造ではヴィッカース社が独占することとなった。ヴィッカース社は仕事を独占しなければならない理由があった。同社のバロウ造船所では受注が得られなかった場合船台が空くことになり、独占できなければ雇用維持ができなくなるためであった。他の造船所から孤立しているという同造船所の立地上、仕事がない時期に労働者を回す先がないことがその要因であった。ヴィッカース社の独占は日本側が反対しない限り仕事を分け合うとした条項を利用したものであった。結託関係を結んだうえで相手を出し抜いて仕事を独占するためヴィッカース社は手数料や賄賂（後述）等で多額の出費をすることとなったが、それでも結託関係を持ち掛けたのは、そうしてアームストロング社を油断させなければ入札で勝てないと考えたからだと思われる。

### 価格等
当初の契約価格は236万7100ポンドであった。この価格に基づき、三井物産に5%、日本製鋼所に2.5%のコミッションが支払われた。費用は新式甲鉄鈑使用のためとして5万ポンド、アートメタル追加のためとして148ポンドが追加されている。
日本製鋼所は手数料を得られるような立場ではなかったが、創立時の契約にある、自社で製造不可能でイギリス側へ振り向けた注文分の2.5%の手数料を得られるとの規定を拡大解釈して手数料を要求し、ヴィッカース社はこの要求をのんだ。
他に、バロウ造船所長マッケクニの依頼でバジル・ザハロフを介して日本海軍の藤井光五郎へ3万1195ポンド（約30万円）が「特別支払」として支出された。これにはヴィッカース社が組織的に関与していた。

### 建造の経緯
基本計画は近藤基樹による。計画にあたり日本海軍はイギリス海軍と違う戦略、伝統、その他の事情による意見を出し、ヴィッカースの技術者と詳細な意見交換を行なった。
設計にはヴィッカースの主任設計師ジョージ・サーストン卿（George Thurston）が当たったが、フィリップ・ワッツの指導に負うところも多いという。サーストンはオスマン帝国海軍に輸出予定だった戦艦エリン（発注時はレシャド5世）を元に巡洋戦艦を設計する。この艦はイギリス海軍当局の課す設計上のさまざまな制限から自由に設計できたため、14in砲8門を搭載した、極めてバランスの取れた素晴らしい軍艦と認められた。その際立った特徴は、射界の狭い船体中央の砲塔を廃して、主砲塔を前後二基ずつ配置したことである。14in砲は当時イギリスが採用していた13.5inより少しでも威力のある砲を、と採用したものだが、これは日本海軍が世界最大の艦砲を持った最初の例となった。

### イギリスが図った便宜
軍艦を建造する造船所はそれぞれ他社にはない独自の技術を持っており、一般に企業秘密として公開しない。しかし、ヴィッカースは戦艦三笠、香取を建造した実績があり、日露戦争での日本海海戦における三笠の活躍を誇りとしており、日本海軍と親密な関係が保たれていた。
発注に際し日英両国の間で次の約束がされた。
- 日本海軍の造船、造機、造兵各技術者を派遣、長期に渡り金剛の工事の一切を監督、調査する[6]。
- 砲塔その他一切の船体、機関などの図面を日本は入手し、引き続き利用して同型艦を日本国内で建造する[6]。

ヴィッカースは快く派遣要員を受け入れ、技術指導を実施した。日本より建造立ち会い監督官、船体、機関、武器各部門の技術士官、2番艦（比叡）を建造する横須賀工廠の工員が多数派遣され、また3番艦（榛名）や4番艦（霧島）を建造する神戸川崎造船所と三菱重工業長崎造船所から技術者や工員が建造技術取得と調査のために渡英した。金剛の設計図は契約に基づき日本に引き渡され、同型艦3隻は本艦の図面を元に国内で建造された。特に日本が立ち後れていた艦内電気艤装工事の技術は大きな収穫となり、日本の造船技術を一躍世界超一流に引き上げる結果となった。日本海軍ではこれを「技術輸入」と称していたという。後に戦艦大和の46cm主砲を製造した秦千代吉もこの時派遣された者の一人である。

### 進水式
1912年（明治45年）5月18日に進水。同日附で「伊号装甲巡洋艦」は正式に金剛と命名された。外国では艦首に吊るしたシャンパンボトルを割るのが通例であったが、日本側の要望で日本式に鳩の入った薬玉を用いたところ、イギリス人が珍しがって喜んだという。
1913年（大正2年）2月5日、金剛廻航員は宮城において大正天皇と謁見した。
5月15日、正木義太中佐（金剛副長兼艦政本部艤装員）はメインデリック試験中に事故で大怪我を負い、退艦した。後任の金剛副長は小林研蔵中佐。

### 回航

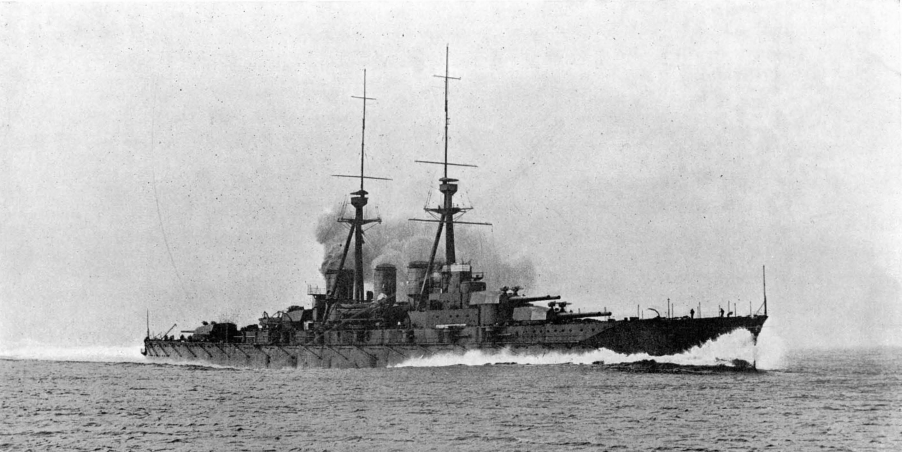
大正2年（1913年）5月8日、クライド湾で公試中の金剛。3本の煙突からは、もうもうと黒煙が上っている。このときの全力公試では27.54ktを記録した

1913年（大正2年）8月16日に竣工。同日附で、巡洋戦艦金剛として艦艇類別等級表に登録される。これは卯号装甲巡洋艦比叡の登録日（大正元年11月21日附）より遅く、書類上は巡洋戦艦伊吹-比叡-金剛という順番だった。
回航は、日本海軍の乗員により行なわれ、大艦であったためスエズ運河を通れず喜望峰回りで11月5日横須賀に到着した。11月10日、横須賀で特別観艦式がおこなわれ、大正天皇は戦艦「香取」を御召艦として諸艦を親閲した。

### 建造後の影響
完成以来、世界最大、世界最強の戦艦として金剛の名は世界に轟き、日本海軍の戦力は空前絶後の飛躍を遂げた。なお、タイガー型巡洋戦艦には全く関係はない。

### シーメンス事件
アームストロング・ホイットワースとヴィッカースは軍艦の建造受注を巡って競争していた。ヴィッカースの日本代理店三井物産には天下りした松尾鶴太郎（元予備海軍造船総監）がおり、松本和艦政本部長と交流があった。協議の結果、三井取締役岩原謙三はヴィッカースに対し金剛のコミッションを2.5%から5%に引き上げさせた。1910年（明治43年）3月、藤井光五郎海軍機関大佐は渡英してアームストロングとヴィッカースから提出された新型巡洋戦艦の調査を行い、8月にヴィッカース有利の報告を出した。11月17日、三井物産は230万7100ポンドで日本政府と金剛の建造契約を調印する（巡洋戦艦プリンセス・ロイヤルは209万2214ポンド）。藤井は交友のあったヴィッカースのバーロウ造船所長から20万円の謝礼を受け取った。松本は約40万円を受け取った。また姉妹艦比叡の蒸気タービン製造を三菱造船所が断ったため、ヴィッカースは1911年（明治44年）3月25日に13万2000ポンドで契約調印、藤井は1万円の謝礼を受け取った。
1914年（大正3年）3月、ドイツの企業シーメンスを巡る裁判で収賄事件が発覚、松本らは軍法会議にかけられ処分された。山本権兵衛総理大臣率いる第1次山本内閣も内閣総辞職に追い込まれた。

### 第一次改装までの小改装
第一次改装までに小改装が繰り返された。年代別に記載する。
- 1914年10月から翌春[46] - 羅針艦橋上部に前檣と結ぶ露天甲板設置[46]。7、8番の90cm探照灯を110cm探照灯に換装した[46][6]。
- 1915年7月[46] - 1、2番の90cm探照灯を110cm探照灯に換装した[46][6]。
- 1916年末[46] - 前部三脚マスト頂部の射撃観測所に方位盤照準装置を設置[7]し約22,000mまでの砲戦が可能となった[6]。主砲塔上にあった子砲（ねほう、短8cm砲）を撤去し[6][46]、8cm外筒砲を装備した[46]。
- 逆風時に排煙が艦橋に流入するのを防ぐため第一煙突を高く改正、煙突頂部に防煙盾を設置した[6]。
- 射撃命中率向上のため前部マストヤード前面に測的所を設置した[6]。
- 1918年3月4日[46] - 1、2番煙突両舷最上甲板の短8砲を[46]8cm単装高射砲4基に換装[46][6]。
- 前部マスト基部張り出しと第一煙突横後方の両舷探照灯を廃止、第一煙突と第二煙突の間に探照灯台を設置し、探照灯を移設した[6]。
- 第二煙突の頂部に煙路雨水浸入防止キャップを取り付け[6]。
- 砲塔と艦橋前面に測距儀を設置[6]。
- 前部三脚マストを廃止し、射撃指揮所を含めた櫓式艦橋とした[6]。
- 1925年11月1日より[46] - 主砲仰角を25度から33度に引き上げ[46]、これにより最大射程を25,000mから28,500mに延伸[6]。砲室屋根鈑を3inから6inに増厚[46]。
- 後部三脚マスト上の射撃観測所を撤去した[6]。
- 第三砲塔後部の上部構造上に水上偵察機を搭載し、これに伴い機を吊り上げるデリックポストと起倒式ブームを右舷に設置した[6]。

### 第一次改装

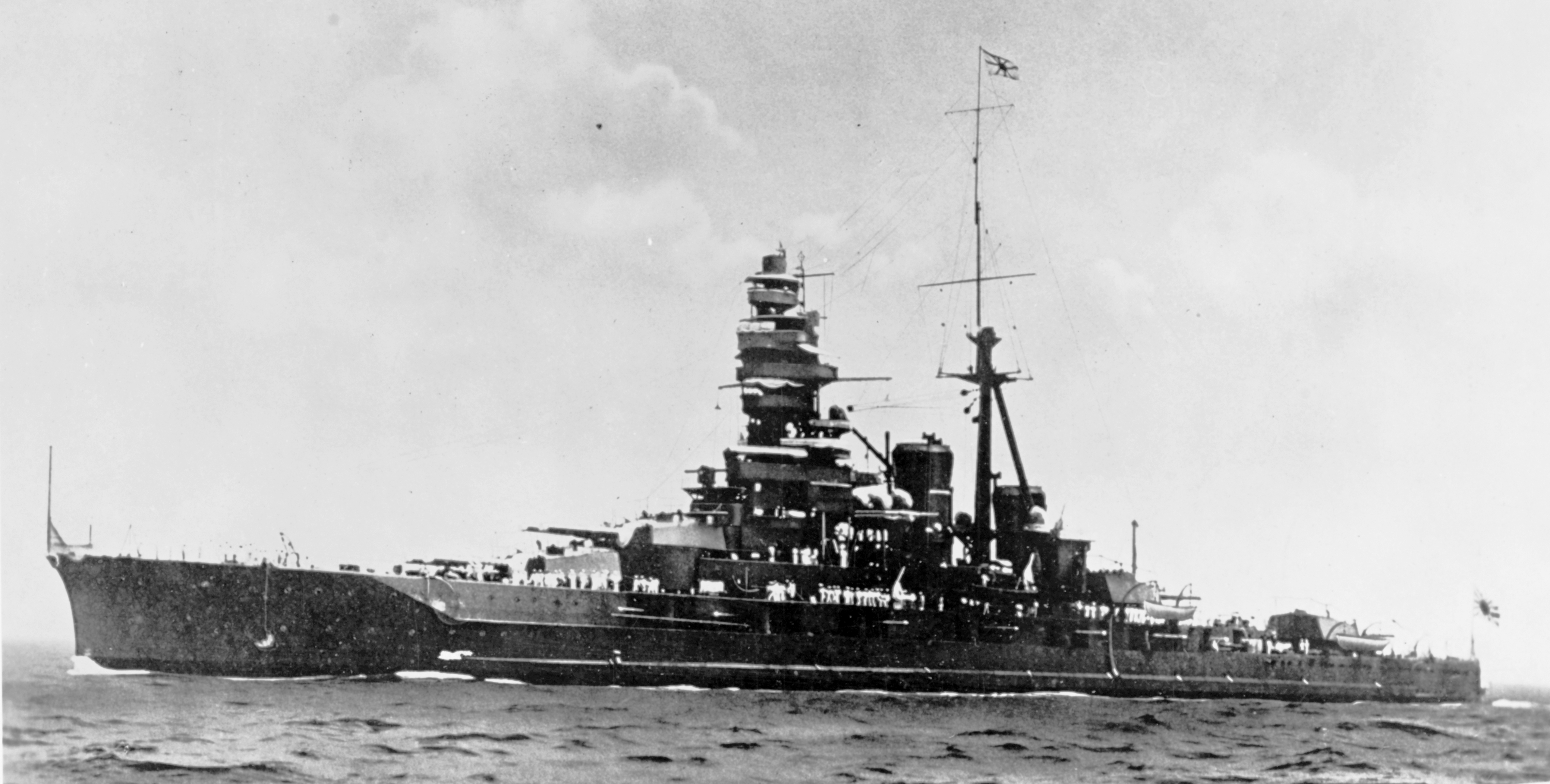
第一次改装後の金剛

1928年（昭和3年）10月より1931年（昭和6年）9月15日まで横須賀工廠で、主として水平・水中防御力の強化と重油への燃料移行が行なわれた。1931年（昭和6年）6月1日付けで戦艦に艦種変更された。
- 主缶（ボイラー）であるイ号艦本式缶（ヤーロー式缶）36基を取り外し、改良型であるロ号艦本缶の重油・石炭混焼缶を6基、重油専焼缶を4基の計10基に変更した[6]。
- 水平防御の強化。弾火薬庫上部甲板に厚さ4inのNVNC装甲板を、機関区画は缶室や機械室上の下甲板に厚さ3inのHT強度材を追加した[6]。
- 砲塔支筒の円筒部装甲板と砲塔天蓋装甲板を3in増厚し、6inとした[6]。
- 煙路、通風路、揚弾筒が防御甲板を貫通する部分を4inから7inの範囲で増厚した[6]。
- 対魚雷と至近炸裂弾による水中弾片防御としてバイタルパート部の側外板に厚さ1inのHT材を3-4枚張り重ねた[6]。
- 主缶室外側の燃料庫内に厚さ2inのHT材縦隔壁を新設した[6]。
- 水中防御のため喫水線長の4/5に渡り総容量3,000tのバルジを取り付け。前後部は水防区画、中央部は燃料タンクとして用いた。艦の幅が広くなり水中抵抗と排水量が増加したため速力は低下したが、復原性能上有効であった[6]。
- 煙突を一本減らし2本煙突となった。重油使用の増加により従来あった石炭庫の一部は油密されさらに給油配管艤装され重油タンクとなり、このため重油搭載総量は5,000tとなり、航続距離が14ktで2,000海里延伸された。また煙の色が薄くなるため遠方から発見される確率が低くなった[6]。
- 艦橋構造を変更し檣楼頂部に射撃指揮所を設置した[6]。
- 三番主砲塔の後方に水上偵察機3機搭載設備を設置した[6]。
- 水中魚雷発射装置4基を撤去した[6]。

その他艦内全般に渡り諸艤装の改正が施された。

### 第一次改装から第二次改装までの小改装
- 8cm単装高角砲7基を撤去し、12.7cm連装高角砲4基を装備した[6]。
- 40mm連装機銃2基を装備した[6]。
- カタパルトを装備した[6]。
- 副砲の1番、2番15cm単装砲を撤去し、砲廓開口部を閉鎖した[6]。

### 第二次改装
1935年（昭和10年）6月より1937年（昭和12年）1月まで横須賀工廠で、主として機関の換装による速力増加と兵装強化が行なわれた。機関出力は136,000馬力に上昇し、速力30.3kt。燃料搭載量は6,480t、18ktでの航続距離は9,800海里となり、近代的な高速戦艦となった。
- 従来装備していた主缶を取り外し、ロ号艦本式大型重油専焼缶8基とした[6]。
- 主機械を艦本式ギヤードタービン4基に換装した[6]。
- 缶配置を変更し缶室区画を廃止、燃料タンクとした[6]。
- 船体抵抗に関して有利にするため艦尾を7.4m伸長した[6]。
- 凌波性を向上するため船首材を鋭利な形状に変更[6]。
- 艦橋構造と関連諸室を大幅に改造。檣楼頂部に10m測距儀を設置、射撃指揮装置を新形式の機器に換装した。これらの機器の振動防止のため艦橋構造檣楼の背後に太い補強支柱を設置した[6]。
- 後部艦橋構造を大型化し、第二煙突からの煙と熱を避けるため傾斜をつけた[6]。
- 主砲仰角を33度から45度に引き上げ、これにより最大射程を28,500mから33,000mに延伸した[6]。
- 副砲仰角を30度とし最大射程を延伸、砲台座と砲廓を改正した[6]。
- 水中発射管を全廃、倉庫または燃料タンクとした[6]。
- 40mm機銃を撤去し25mm連装機銃を10基搭載した[6]。

その他艦内諸艤装の改正を実施し、居住性が向上した。

### 第二次改装から第二次世界大戦までの小改装
- バルジ内に鋼管を配置した[6]。
- 磁気機雷防止のため舷外電路を取り付けた[6]。
- 注排水装置を新設した[6]。
- 防毒装置を新設した[6]。
- 主砲塔の装甲板を増厚した[6]。

### 鋼鈑に関する風説
金剛の装甲鋼鈑には、ヴィッカースの特殊鋼板VC鋼板なる物が使用されており、後に日本で建造された同型3艦にもこの技術は導入され、国産化されたと伝えられている。なお後年の改装の際に「ドリルで装甲鈑に穴を開けようとすると、国産3艦はやすやすと通ったにもかかわらず、金剛だけはドリルが折れてしまうということがあった」という話が紹介されることがあり、「ヴィッカース社製の甲鈑が使用された金剛とは違い、冶金技術で劣る国産品を使用したため」と解説されることもある。ただし、実際には比叡も全てヴィッカースから供給された資材を使用して建造されており、当該装甲の部位は4番砲塔とされているが真偽は不明である。
ただし、改装内容そのものが比叡とその他の3隻で異なることなど考慮されてしかるべき面もある。比叡は第一次改装で練習戦艦とされたため、金剛のように増加装甲を取り付ける必要はなかった。
正木生虎（終戦時、海軍大佐）は少尉候補生時代に1年間金剛甲板士官を勤め、第三戦隊参謀時にも金剛に乗艦した。父親の正木義太が竣工前金剛副長として関わっていた本艦について「金剛の出来栄えは素晴らしかったと思います」「国産三艦（比叡、榛名、霧島）は細かい所でちぐはぐな点が目についたが、金剛は違った」「（艦尾延長後）船は生き物のようなもので年老いてからでも、若かりし頃の気質をそのまま、三つ児の魂百まで、依然スマートな気持ちのよい軍艦でした。」と回想している。

### 第一次世界大戦
当時、イギリスはドイツ帝国と交戦状態にあった。日本はイギリスと日英同盟を結んでいたことから欧州への陸軍派遣と金剛型戦艦の貸与の要請を受けたが、この日英同盟は日露戦争のため結ばれていた同盟であったため、日本は遠方であることを理由に挙げてその要請を断った。しかしドイツ軍が中国にある青島を租借地として東アジアに拠点を築いたためこれを攻略するため日英同盟に従い、日本はドイツに対して宣戦布告を行った（日独戦争）。これに伴い1914年8月18日、青島攻略に備えて金剛は同型艦の比叡とともに第一艦隊に編成された。

### 軍縮条約
第一次世界大戦を終えて、1921年11月11日から1922年2月6日にワシントン会議が開催された。その内の軍事条約によって戦艦・航空母艦の所有数に制限が課せられた。
日本海軍は八八艦隊計画に基づき金剛と同種の巡洋戦艦を新たに8隻建造予定であったが、ワシントン海軍軍縮条約の締結によってすべて計画変更（天城型巡洋戦艦の4隻）または計画中止（十三号型巡洋戦艦の4隻）となった。
この条約を受けて金剛は1933年には艦齢が20年に達し代艦の建造が可能となることから、金剛代艦の建造が計画された。これにあわせて藤本喜久雄造船少将と平賀譲造船中将がそれぞれ設計案を提出したが、1930年に開催されたロンドン海軍軍縮会議で戦艦建造中止措置の5年延長が決定したため、計画は中止された。またロンドン海軍軍縮会議での既存艦の削減を受けて、同型艦の比叡は一時的に練習戦艦となったが、日本とイタリアは第二次ロンドン海軍軍縮会議で脱退を表明。軍縮条約の期限切れを待って比叡は戦艦へと戻された。

### 御召艦として台湾行啓

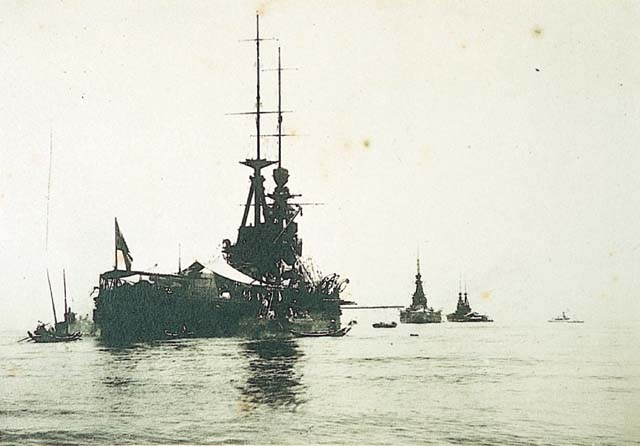
大正12年（1923年）、皇太子御召艦として高雄港外に停泊中の金剛

- 1923年（大正12年）4月12日-5月1日 皇太子（後の昭和天皇）が台湾に行啓。巡幸中の御召艦となった[54]。
- 1924年（大正13年）9月4日-9月7日 皇太子御召艦となった[54]。

### 第二次世界大戦での活躍

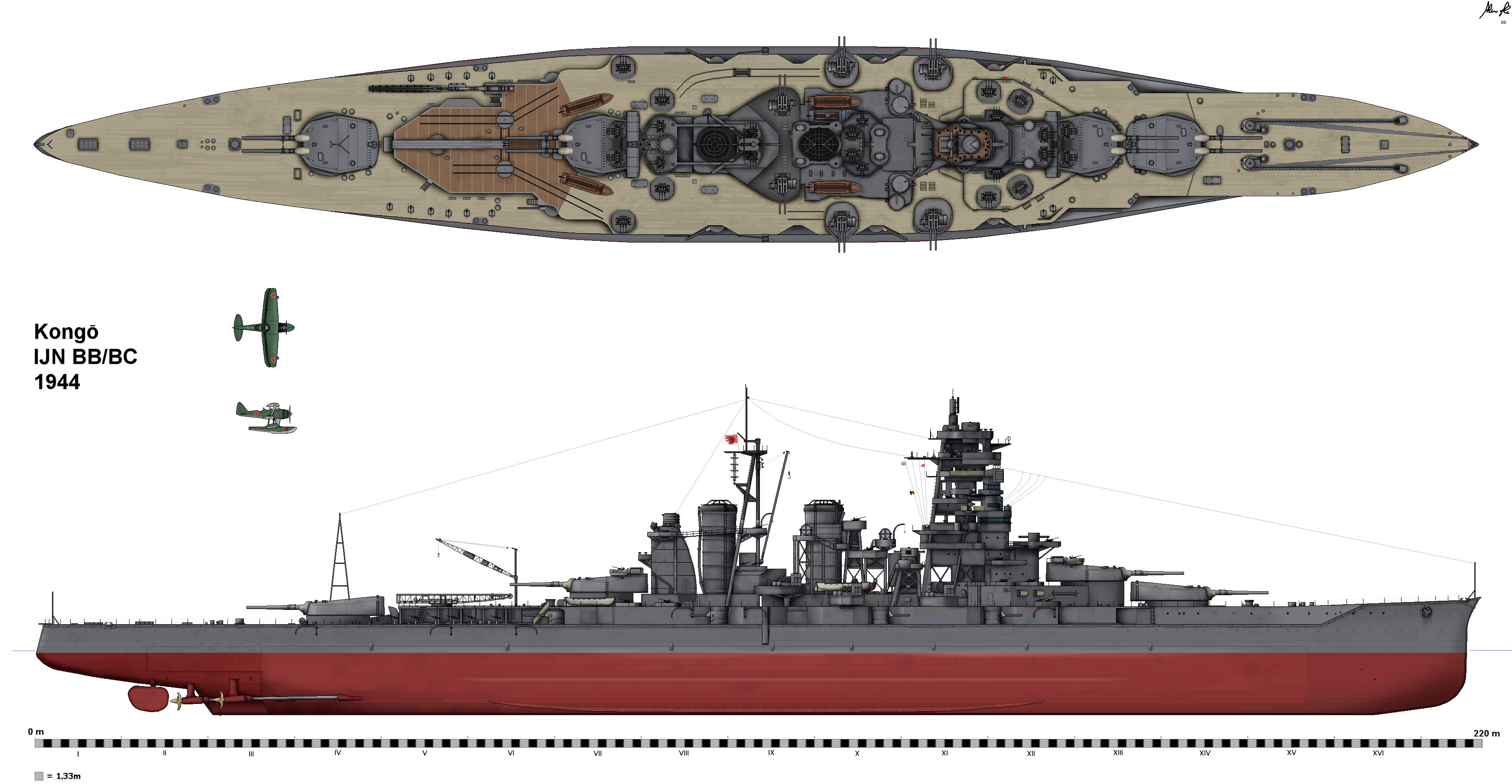
近代化改装後の「金剛」

太平洋戦争時には既に現役戦艦としては艦齢のもっとも古い老艦であったが、攻防速全ての点で問題があった扶桑型や操縦性に難のある伊勢型とは異なり、第二次世界大戦において活動する機会の多い艦となった。
金剛型は当初巡洋戦艦として設計されたが、第一次改装で防御の強化が行われ、垂直・水平防御は著しく強化され、改装の結果14in砲への対応防御を備えた戦艦となった金剛型は、長門型に次ぐ有力な戦艦へと生まれ変わった。垂直防御が強化されたのは、第一次世界大戦での海戦で、弾は上からも飛んでくるという戦訓に基づくものである。しかし、長門型以前の日本戦艦同様に全体防御方式を取る金剛型の場合は、舷側、甲板、バイタルパート部だけでなく、非バイタルパート部にまで及ぶ広範囲を防御したため、元々余裕のない装甲部分が全体的に薄くならざるを得ず、金剛型の防御は長門型と比べた場合見劣りするものであった。
ところが、金剛型は水雷戦隊とともに前衛として夜戦への参加を可能とするために第二次改装時に機関の換装が行われた。これにより第二次世界大戦に参加した日本戦艦では唯一30ktを超える高速戦艦となった結果、金剛型に限っては主力艦として温存するのではなく、駆逐艦並みの扱いをするようにとの意見も出された。特に、当時の第三戦隊司令官小沢治三郎少将（1940年11月 - 1941年9月）は、きたるべき日米戦争は局地戦の連続になると想定。第三戦隊をあらゆる局面に積極的に投入するため『万事駆逐隊並に扱う位のつもりで鍛え上げておかねばならない』と訓戒し、「横須賀の山城、佐世保の金剛」「地獄の金剛」と言われる厳しい訓練でのしごきが行われた。各方面の意見を集約した結果、金剛型戦艦はその性能を生かし、水雷戦隊とともに警戒部隊として機動部隊に随伴することとなった。

### 南方作戦
マレー沖海戦（1941年12月10日）
金剛型戦艦4隻（金剛、比叡、榛名、霧島）は第三戦隊（司令官三川軍一中将）を編制し、さらに第三戦隊第2小隊（金剛、榛名）は太平洋戦争開戦時の南方作戦に参加し、南方攻略部隊の支援任務に就いた。シンガポールに進出していたイギリス海軍東洋艦隊の旗艦プリンス・オブ・ウェールズ(HMS Prince of Wales)と対峙する事となったが、新鋭キング・ジョージ5世級戦艦（プリンス・オブ・ウェールズ）よりも全ての点で大幅に性能の劣る巡洋戦艦金剛型2隻による砲戦は企図されず、航空隊と水雷戦隊によってイギリス艦隊を迎え撃つことが計画された。作戦行動中の戦艦が航空機によって沈められることはないと考え、1機の護衛戦闘機もつけず、日本側の航空機を過小評価（イタリア軍と同等以下）していたイギリス側は、この海戦の結果日本海軍航空隊によって戦艦プリンス・オブ・ウェールズと巡洋戦艦レパルス(HMS Repulse)を失った。しかし、金剛型による交戦は企図されていなかったものの、実際にはプリンス・オブ・ウェールズと砲戦が可能な距離にまで一時接近していたことが作戦後に判明した。
その後、第三戦隊は金剛型4隻そろって南雲機動部隊（空母赤城、蒼龍、飛龍、瑞鶴、翔鶴）の随伴艦となりインド洋に進出した。この時の第三戦隊隊番号は、旗艦/第1小隊(1)比叡、(2)霧島、第2小隊/(3)榛名、(4)金剛であった。3月6日、第二航空戦隊（司令官山口多聞少将：蒼龍、飛龍）、第三戦隊第2小隊（榛名、金剛）、第一水雷戦隊・第17駆逐隊（谷風、浦風、浜風、磯風）は機動部隊本隊から分離、クリスマス島へ向かった。空母2隻の護衛に17駆第2小隊（浜風、磯風）を残すと、別働隊4隻（金剛、榛名、谷風、浦風）はクリスマス島に対し艦砲射撃を実施した。続いてセイロン沖海戦（1942年4月5日 - 4月9日）には第三戦隊として金剛型4隻揃って参加。ミッドウェー海戦（1942年6月5日 - 6月7日）には、第三戦隊第2小隊（比叡、金剛）として攻略部隊に参加する。その後6月9日から北方作戦支援へ従事した。

### ソロモン諸島の戦い
ヘンダーソン基地艦砲射撃（1942年10月13日）
ミッドウェー海戦の敗北後、大規模な艦隊編制替により第十一戦隊（司令官阿部弘毅少将：比叡、霧島）が編成され、第三戦隊は金剛型2隻（金剛、榛名）となった。また三川軍一中将は新編の第八艦隊司令長官に補され、後任として栗田健男中将（前職第七戦隊司令官）が三戦隊司令官に着任した。
1942年（昭和17年）8月上旬以降のガダルカナル島の戦いに参加。10月13日、挺身攻撃隊指揮官栗田健男三戦隊司令官の指揮下、挺身攻撃隊（第三戦隊〈金剛、榛名》、第二水雷戦隊五十鈴〔第二水雷戦隊司令官田中頼三少将〕、第15駆逐隊〈親潮、黒潮、早潮〉、第24駆逐隊〈海風、江風、涼風〉、第31駆逐隊〈高波、巻波、長波〉）という戦力でヘンダーソン飛行場（現ホニアラ国際空港）を砲撃した。同飛行場を一時機能停止に追い込んだが完全に破壊することはできず、第四水雷戦隊が護衛していた輸送船団は空襲で大打撃を受けた。続いて南太平洋海戦（1942年10月26日）では陸軍のガダルカナル島での総攻撃支援に従事。第三次ソロモン海戦（1942年11月12日 - 15日）では挺身攻撃隊（第十一戦隊、第十戦隊）や前進部隊（第二艦隊、第四水雷戦隊）を支援。その後ケ号作戦（1943年2月1日 - 7日）ではガダルカナル島からの日本軍撤退のための艦艇支援に従事した。
1943年2月中旬に第三戦隊は整備補給のためトラックから内地に帰還し、4月6日にトラックに戻った。トラックへの進出時、「金剛」には呉鎮守府第七特別陸戦隊が便乗した。
1943年7月、「金剛」と「榛名」の艦載水雷艇4隻が武装されてトラックからソロモン諸島へ派遣されたという。
マリアナ沖海戦（1944年6月19日 - 20日）では、第二艦隊司令長官栗田健男中将を指揮官とする小沢機動部隊・前衛部隊（第一戦隊〈大和、武蔵〉、第三戦隊〈金剛、榛名〉、第四戦隊〈愛宕〔前衛部隊旗艦〕、高雄、摩耶、鳥海〉、第七戦隊〈熊野、鈴谷、利根、筑摩〉、第二水雷戦隊〈能代、朝霜、岸波、沖波、藤波、浜波、玉波、島風〉、第三航空戦隊〈千代田、千歳、瑞鳳〉）としてアメリカ軍機動部隊艦載機と交戦、本戦闘で被弾した榛名の被害は重くレイテ沖海戦時でも最大発揮速力は26ノット程度だった。

### 捷号作戦
レイテ沖海戦（1944年10月23日 - 25日）
金剛はサマール島沖にて護衛空母ガンビア・ベイ、駆逐艦ホーエル、護衛駆逐艦サミュエル・B・ロバーツの撃沈に貢献したとされている。
栗田艦隊は10月22日にブルネイ湾を出撃、第三戦隊司令官鈴木義尾少将は引続き金剛座乗、第二艦隊（第一遊撃部隊）指揮官栗田健男第二艦隊司令長官（旗艦愛宕）の一艦としてレイテ湾を目指した。23日早朝にはパラワン島沖で米潜水艦2隻（ダーター、デイス）に襲撃され、重巡「愛宕」（第二艦隊旗艦）と重巡「摩耶」が沈没、重巡「高雄」が大破して駆逐艦2隻（朝霜、長波）に護衛されて離脱という被害を出した。愛宕沈没後の第一遊撃部隊指揮官栗田健男中将は、大和に将旗を掲げた。
10月24日、第一遊撃部隊・第二部隊（第三戦隊〈金剛、榛名〉、第七戦隊〈熊野、鈴谷、筑摩、利根〉、第十戦隊〈矢矧、浦風、浜風、磯風、雪風、野分、清霜〉）はシブヤン海の対空戦闘に参加。アメリカ軍機は主に第一戦隊（大和、武蔵、長門）を攻撃し、戦艦武蔵が沈没、重巡妙高も脱落という被害を受けた。第三戦隊はほぼ無傷であった。
10月25日午前6時45分、第一遊撃部隊はサマール島沖でクリフトン・スプレイグ少将率いる第七七・四任務部隊の第三群（通称タフィ3戦隊）と遭遇。米護衛空母群は戦艦部隊（大和、長門、榛名、金剛）の先制砲撃を受け折しも到来していたスコールへと退避するために東方へと遁走。煙幕を展張し、7時6分から次々とスコールへと逃げ込んだ。栗田長官率いる第一遊撃部隊は第五、第七戦隊を先頭に追撃を開始し、金剛は第五、第七戦隊に後続する形で東方へと向かった。榛名もこれに続いたがマリアナ沖海戦での推進機類故障が直っておらず26ktしか出せず金剛との距離が離れ第三戦隊は各艦がバラバラに進撃することになった。28ktで突撃する第七、第五戦隊の後方に続行していた金剛は7時14分に駆逐艦に砲撃を加えた後スコールに突入。同22分には航空機からの機銃掃射を受け主砲測距儀を破損（9時に修理が完了）し、スコールに突入したことから7時25分には砲撃を中止する。その後、金剛は前方数メートル先に5本の魚雷が散開しているのを確認した。これは駆逐艦 ホーエル が発射したものである。アメリカの物語でよく語られるような魚雷回避は必要なく、金剛はただ前方を通過するのを見守った。
8時2分、金剛は豪雨を離れ、砲撃準備を整えた。8時23分、距離26,300ヤードから、金剛は1時間以上ぶりとなる砲弾を発射した。標的は護衛空母 ガンビア・ベイ であった。戦艦口径の砲弾2発が命中し、大きな損害を与えたが、これらの命中は、発射角度、方位、距離が一致していた大和によっても認められた。午前8時50分、金剛は2万8000ヤードから駆逐艦ヒーアマンに砲撃を加え、ついに敵艦に損傷を与えることに成功した。竜骨下からの2度の爆発がヒーアマンの艦首部を完全に浸水させ、重巡洋艦筑摩の砲撃と相まってヒーアマンを無力化した。
そして午前9時20分、金剛は護衛駆逐艦サミュエル・B・ロバーツを発見した。激しい戦闘の後、サミュエル・B・ロバーツは魚雷と弾薬をほぼ使い果たしており、金剛にとって格好の標的となっていた。金剛はサミュエル・B・ロバーツを駆逐艦と誤認し、榴弾に切り替えて副砲から数発の斉射を行った。152 mm 砲弾2発が命中した。1発は水面下に命中し、サミュエル・B・ロバーツの前部火力室を破壊して速力を17ノットに低下させた。もう1発は後部上部構造内で爆発した。主砲発射許可が下り、一舷側から356 mm砲弾3～4発が命中し、残りのエンジンと全ての動力装置が破壊された。その後まもなく退艦命令が発令され、サミュエル・B・ロバーツは午前10時過ぎに艦尾から沈没した。
9時11分に旗艦大和より発信された「逐次集レ」の集結命令を同25分に受信した金剛は命令に従い北上を開始した。午後1時28分、金剛は航空機からの集中的な急降下爆撃を浴びこれまでにないかなりの損傷を受けた。28日ブルネイに帰投した。
サマール島沖で金剛が消費した弾薬数は以下のとおりである。
- 主砲＝三式通常弾98発、一式徹甲弾211発
- 副砲＝零式通常弾170発、四式通常弾177発
- 高角砲＝三式通常弾薬包100発、通常弾薬包2,028発
- 機銃＝50,230発

#### 誤ってクレジットされたヒット
レイテ沖海戦に関する西側諸国の報告書の多くは、残念ながら金剛の戦闘能力を誇張しており、タフィー3で失われた艦艇全てを金剛が沈没させたか、沈没に貢献したと主張するものもある。初期のアメリカの歴史家によると、午前7時30分頃、金剛は駆逐艦ジョンストン（DD-557）に13,300ヤードから356mm砲弾3発を命中させ、速力を17ノットに低下させ、5門の127mm砲のうち3門を破壊したとされている。損傷したジョンストンはその後、矢矧と駆逐艦隊によって沈没させられた。しかし、金剛は激しい雨で視界が遮られ、主砲の測距儀は航空機によって機能停止させられ、アメリカ軍の報告よりもはるかに遠くまで接近した。あらゆる証拠が、戦艦大和がジョンストンに損害を与え、沈没に貢献したことを示している。同様に、金剛は戦闘序盤に駆逐艦ホエル（DD-533）に大きな損害を与えたとされ、これがホエルが他の艦艇の攻撃によってさらに損傷し沈没する一因となった。金剛がジョンストンの撃沈を支援できなかったのと同じ理由で、ホエルの撃沈も支援できる位置になかった。金剛は9,000ヤードの距離からホエルを視認することすらできなかったからだ。あらゆる証拠は、重巡洋艦羽黒が最初の壊滅的な損害を与え、航行中にホエルを負傷させたことを示している。
なおガンビア・ベイをどの艦が撃沈したか、に関しては著書によっては異説も存在し、金剛の他に大和、羽黒、筑摩、利根などの名前が上がることもある。金剛は海戦の戦果報告として空母一隻の共同撃沈と駆逐艦一隻の撃沈を報じており、ガンビア・ベイの戦果を単艦ではなく共同撃沈として挙げる資料もある。
また、サマール島沖での重巡洋艦鳥海の被弾に関して、第四戦隊壊滅後に鳥海が配属された第五戦隊（司令官橋本信太郎中将）旗艦羽黒の乗組員だった戦史研究家の石丸法明が、鳥海の被弾を羽黒の艦橋で目撃した同艦通信長元良勇、被弾した鳥海からの通信を羽黒電信室で受信した信号兵南里国広二等兵曹、および当時の金剛乗組員3人の証言から、『金剛による誤射があった』という説を述べている。金剛の見張員はすぐに鳥海を誤射したことに気付いて艦橋に報告し、金剛の島崎利雄艦長は、同艦を追撃戦から脱落させた。金剛が鳥海を誤射したことについて、羽黒では艦長、副長から厳しい箝口令が敷かれたという。石丸によれば誤射の原因は橋本司令官の命令を待たずに突撃した鳥海の側にあったとしている。
戦艦金剛の戦闘詳報では砲戦状況について次のように記している。
｢(イ)遠距離射撃(二四〇以上)　今次戦闘に於いて視界不良なると共に空母の艦型よりして測的困難にして射撃効果の発揮困難なりき｣
｢(ロ)中距離以内の射撃　測的比較的容易となりたるのみならず概ね電測測距を利用し煙幕内に於いても敵の発砲の青白き閃光により保續照準をなし得相当の効果を収め得たるものと認む｣

### 沈没
サマール沖海戦後の第三戦隊（金剛、榛名）はフィリピンやブルネイを転々したのち、日本本土への帰還が決定した。戦艦3隻（大和、長門、金剛）、軽巡洋艦1隻（矢矧）、駆逐艦6隻（第17駆逐隊〈浦風、磯風、雪風、浜風〉、松型駆逐艦〈梅、桐〉）という編成である。11月16日、艦隊は榛名や第二遊撃部隊各艦をブルネイに残置して外洋へ出た。11月20日、駆逐艦2隻（梅、桐）が艦隊から分離して台湾の馬公へ向かった。これにより、護衛の駆逐艦は第17駆逐隊の4隻だけとなった。川畑（当時桐駆逐艦長）によれば、悪天候のため大和から『桐は大丈夫か』と度々心配され、台湾基隆沖合で直衛任務を解かれたという。川畑は「もう少し（桐と梅が）護衛を続けていたら金剛も無事だったかもしれない」と回想している。磯風乗組員によれば、金剛側に燃料補給を依頼すると『やる油はないから、後からついてこい』との返事があったという。20日20時、大和から陣形変更の信号があり大和→金剛→長門から、金剛→長門→大和に序列が変わったという。ただしブルネイ出港時から金剛→長門→大和だったという証言もある。
11月21日零時、先頭金剛、2番長門、3番大和の順で航行する日本艦隊は正体不明の電波を探知、之字運動をやめ速度をあげて現場海域を突き切ろうとした。艦隊の先頭を矢矧が、戦艦戦隊の右舷側を浦風と雪風、左舷側を浜風と磯風が航行していたが、台風に突入したためレイテ沖海戦で損傷していた矢矧は落伍、駆逐艦も危険な状態となっていた。ところが午前3時ごろ、金剛は台湾沖・基隆北方50浬で米海軍の潜水艦シーライオン(USS Sealion, SS/SSP/ASSP/APSS/LPSS-315)の魚雷攻撃を受けた。シーライオンは6本の魚雷を発射し午前3時6分、12ktで航行していた金剛左舷艦首と2番煙突下の缶室に合計2本の魚雷が命中した。この時、長門を狙って外れた魚雷1本が護衛の第17駆逐隊司令駆逐艦の浦風に命中して浦風は轟沈、第17駆逐隊司令部、浦風の艦長以下乗組員全員が戦死している。3隻となった第17駆逐隊は、雪風が大和と長門の護衛として現場海域を離脱。金剛は『六・八罐室浸水、十六節、傾斜十四度』等を報告し、磯風と浜風に護衛され基隆へ退避することになった。鈴木司令や島崎艦長は金剛夜戦艦橋にて指揮をとった。
当時、金剛はすでに艦齢30数年と老朽化が進んでおり、レイテ沖海戦でも至近弾で浸水被害を受けていた。魚雷命中破孔に加えてリベットの継ぎ目などからも浸水、徐々に破損箇所が広がって傾斜が増大する。傾斜12度になり、艦長は左舷副砲指揮官兼衛兵司令の佐藤中尉を呼び、艦長公室の御真影を艦橋に移させた。午前5時の時点でも11ktで航行しており、乗組員の誰もが魚雷2本で沈むとは考えず楽観視していたため、駆逐艦を接舷させての乗員退避は実施されなかった。応急決死隊が潜水具をつけて作業にあたるも手遅れであり、傾斜18度で司令官及び艦長より総員退去命令が出される。5時20分には機関が停止、10分後の午前5時30分に転覆した。沈没直前、弾薬庫の大爆発が起きて艦中央付近にいた多くの乗員が吹き飛ばされ犠牲となった。被雷してから沈没まで2時間があったにもかかわらず、損害の軽視、総員退艦の判断の遅れなどにより、島崎利雄艦長、第三戦隊司令官鈴木義尾少将以下1,300名とともに沈むこととなった。磯風、浜風は準士官以上13名、下士官兵224名、計237名を救助したとされる（浜風：准士官以上7名、下士官兵139名。磯風：准士官以上副長以下6名、下士官兵85名）。23日、浜風は矢矧に金剛生存者を引き渡した。この後、第17駆逐隊は日本帰還後、横須賀へ回航される長門護衛任務につき、折り返して、大和型戦艦を改造した空母信濃の呉回航の護衛任務につくことになった。なお金剛は、日本戦艦で唯一潜水艦の雷撃により撃沈された艦でもあった。第二次世界大戦中に潜水艦に撃沈された3隻の戦艦の一つとなった（残りはイギリスのバーラム、イギリスのロイヤル・オークであり、いずれもイギリス製であった）。一部連合国側戦史では、金剛を日本海軍戦艦の最高殊勲艦とされている。
1945年（昭和20年）1月20日、金剛と重巡2隻（熊野、那智）は除籍された。

### 戦後

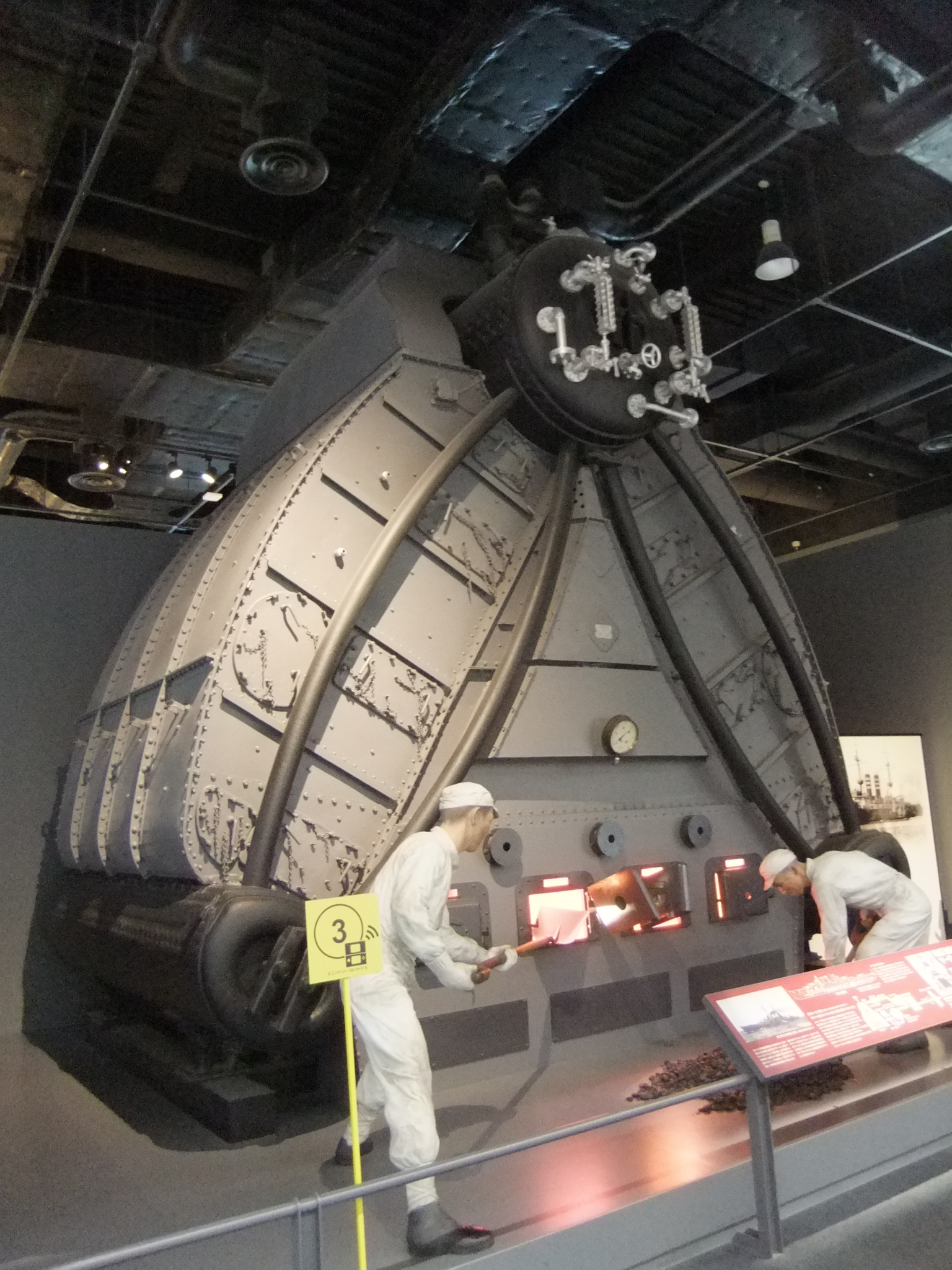
呉市海事歴史科学館に展示されている金剛のヤーロー缶

現在、金剛の慰霊碑は長崎県佐世保市の旧海軍墓地東公園にある。
1930年の第一次改装で取り外された金剛のボイラーは現在呉市海事歴史科学館に展示されており、2008年に重要科学技術史資料（未来技術遺産）第00002号に認定された。
金剛の沈没時に艦首に掲揚されていた軍艦旗は乗員によって回収され、この乗員が捕虜になった関係から一時、中華民国に接収されていたが、1969年に同国政府より返還され、海軍のOB会「黒潮会」によって管理されていた。その後、2009年に会員の高齢化によって同会が解散した際、旗を回収した乗員の地元である福岡県飯塚市に寄贈され、飯塚市歴史資料館に保存されている。

## 年表
- 1911年1月17日 - イギリスのヴィッカース、バロー＝イン＝ファーネス造船所[46]で起工[8]。
- 1912年5月18日 - 進水[8]。同日附で伊号装甲巡洋艦は「金剛」と命名[14]。
- 1913年8月16日 - 竣工[8]。同日附で艦艇類別等級表に登録（巡洋戦艦）[3]。日本に回航される。横須賀鎮守府に入籍。
  - 11月5日 - 横須賀に到着[46]。
- 1914年 - 第一次世界大戦における太平洋航路保護のためミッドウェー方面哨戒。
- 1928年10月20日〜1931年9月20日 - 第一次改装実施。水平・水中防御を強化改善した結果、排水量が増え速度が低下したため、1931年6月に戦艦に艦種変更された。
- 1931年12月1日〜1933年2月3日 - 連合艦隊旗艦となる。その後は陸奥に移される。
- 1933年5月11日〜1933年6月13日 - 連合艦隊旗艦となる。その後は陸奥に移される。
- 1933年10月3日〜1934年11月15日 - 連合艦隊旗艦となる。その後は扶桑に移される。
- 1935年6月1日〜1937年1月8日 - 佐世保鎮守府移籍。第二次改装実施。ボイラーと主機を換装、また長距離砲戦能力を強化した。機関出力は2倍になり速度は建造時を上回る30ktに達し、高速戦艦に生まれ変わった。
- 1941年12月〜　大東亜戦争開戦時にシンガポールにいたイギリス海軍東洋艦隊の旗艦プリンス・オブ・ウェールズとレパルス対策として僚艦の榛名とともにマレー方面に進出。その後、空母機動部隊に随伴してインド洋作戦に参加。
- 1942年10月13日 - 榛名とともにガダルカナル島のヘンダーソン飛行場を砲撃。
- 1944年10月 - レイテ沖海戦に参加、サマール島沖でジョン・C・バトラー級護衛駆逐艦サミュエル・B・ロバーツを損傷、護衛空母ガンビア・ベイに距離2,000mまで接近し砲撃[64]。
- 1944年11月21日 - サマール沖海戦からの帰還中に台湾海峡で午前3時6分、アメリカ海軍のバラオ級潜水艦シーライオンの魚雷攻撃に遭い魚雷6本中2本が金剛左舷に命中し、午前5時30分に基隆北方で沈没した。
- 1945年1月20日 - 除籍[10]。

## 主要目一覧
| 要目       | 新造時計画 （1913年）                                   | 1次改装後 （1930年）                                         | 2次改装後 （1938年）        | 最終時 （1944年）                  |
| ---------- | ------------------------------------------------------- | ------------------------------------------------------------ | --------------------------- | ---------------------------------- |
| 排水量     | 常備：27,500t                                           | 基準：29,330t                                                | 基準：32,200t 公試：36,314t |                                    |
| 全長       | 214.6m                                                  | 214.6m                                                       | 222m                        | 222m                               |
| 全幅       | 28.04m                                                  | 31.02m                                                       | 31.02m                      | 31.02m                             |
| 吃水       | 8.38m                                                   | 8.65m                                                        | 9.6m                        |                                    |
| 主缶       | ヤーロー式混焼缶36基                                    | ロ号艦本式専焼缶4基 同混焼缶6基                              | ロ号艦本式缶8基             | ロ号艦本式缶8基                    |
| 主機       | パーソンズ式直結タービン2基4軸                          | パーソンズ式直結タービン2基4軸                               | 艦本式タービン4基4軸        | 艦本式タービン4基4軸               |
| 軸馬力     | 64,000shp                                               |                                                              | 136,000shp                  | 136,000shp                         |
| 速力       | 27.5kt                                                  | 26kt                                                         | 30.3kt                      |                                    |
| 航続距離   | 8,000海里/14kt                                          | 9,500海里/14kt                                               | 10,000海里/18kt             |                                    |
| 燃料       | 石炭：4,000t 重油：1,000t                               | 石炭：2,661t 重油：3,292t                                    | 重油：6,000t                |                                    |
| 乗員       | 1,201名                                                 |                                                              |                             |                                    |
| 主砲       | 毘式35.6cm連装砲4基                                     | 毘式35.6cm連装砲4基                                          | 毘式35.6cm連装砲4基         | 毘式35.6cm連装砲4基                |
| 副砲       | 毘式15.2cm単装砲16門                                    | 毘式15.2cm単装砲16門                                         | 同14門                      | 同8門                              |
| 高角砲     | なし                                                    | 短8cm砲7門                                                   | 12.7cm連装砲4基             | 同6基                              |
| 機銃       | なし                                                    | なし                                                         | 25mm連装10基                | 25mm3連装18基 同連装8基 同単装30挺 |
| 魚雷       | 53cm水中発射管8本                                       | 同4本                                                        | なし？                      | なし？                             |
| その他兵装 | 短8cm砲12門                                             |                                                              |                             | 21号電探1基 22号2基 13号2基        |
| 装甲       | 水線203mm 甲板19mm 主砲天蓋75mm 同前盾250mm 副砲廓152mm | 水線203mm 甲板19mm※※ 主砲天蓋152mm 同前盾250mm? 副砲廓152mm? |                             |                                    |
| 搭載機     | なし                                                    | 3機                                                          | 3機 カタパルト1基           | 3機 カタパルト1基                  |

※ ←は左に同じ（変更なし）。空白は不明。1944年は推定を含む。

※※ 水平防御に缶室64mm、機械室83-89mm、弾薬庫102-114mm、舵取室76mmなど追加。

### 公試成績
| 状態      | 排水量  | 出力      | 速力     | 実施日                     | 実施場所       | 備考 |
| --------- | ------- | --------- | -------- | -------------------------- | -------------- | ---- |
| 竣工時    | 27,580t | 78,275shp | 27.54kt  | 1913年（大正2年）5月8日    | 英国クライド湾 |      |
| 1改装後   |         |           | 25.374kt | 1931年（昭和6年）8月4日    | 館山沖標柱間   |      |
| 2次改装後 |         |           | 30.27kt  | 1936年（昭和11年）11月14日 |                |      |

## 歴代艦長
※『艦長たちの軍艦史』9-11頁、『日本海軍史』第9巻・第10巻の「将官履歴」及び『官報』に基づく。
1. 中野直枝 大佐：1912年12月1日 - 1913年12月1日 ＊兼海軍艦政本部艤装員（- 1912年8月16日）
2. 山中柴吉 大佐：1913年12月1日 - 1914年12月1日
3. 松岡修蔵 大佐：1914年12月1日 - 1915年12月13日
4. 荒川仲吾 大佐：1915年12月13日 - 1916年12月1日
5. 吉岡範策 大佐：1916年12月1日 - 1917年12月1日
6. 金丸清緝 大佐：1917年12月1日 - 1918年4月9日
7. 島内桓太 大佐：1918年4月9日 - 1919年4月1日
8. 野崎小十郎 大佐：1919年4月1日 - 1919年11月20日
9. 田尻唯二 大佐：1919年11月20日 - 1920年11月12日
10. 牟田亀太郎 大佐：1920年11月12日 - 1921年11月20日
11. 武光一 大佐：1921年11月20日 - 1922年12月1日
12. 関干城 大佐：1922年12月1日 - 1923年11月20日
13. 岸井孝一 大佐：1923年11月20日 - 1924年11月1日
14. 八角三郎 大佐：1924年11月1日 - 1925年12月1日
15. 松下元 大佐：1925年12月1日 - 1927年12月1日
16. 吉田善吾 大佐：1927年12月1日 - 1928年12月10日
17. 池中健一 大佐：1928年12月10日 - 1930年12月1日
18. 池田敬之助 大佐：1930年12月1日 - 1931年12月1日
19. 日暮豊年 大佐：1931年12月1日 - 1932年12月1日
20. 近藤信竹 大佐：1932年12月1日 - 1933年11月15日
21. 三木太市 大佐：1933年11月15日 - 1934年11月15日
22. 岸本鹿子治 大佐：1934年11月15日 - 1935年11月15日
23. 鋤柄玉造 大佐：1935年11月15日 - 1936年12月1日
24. 松浦永次郎 大佐：1936年12月1日 - 1937年12月1日
25. 栗田健男 大佐：1937年12月1日 - 1938年11月15日
26. 鈴木義尾 大佐：1938年11月15日 - 1939年10月20日
27. （兼）西村祥治 大佐：1939年10月20日 - 1939年11月15日
28. 田中頼三 大佐：1939年11月15日 - 1941年4月15日
29. 大杉守一 大佐：1941年4月15日 - 1941年8月15日[95]
30. 小柳冨次 大佐：1941年8月15日 - 1942年12月26日
31. 伊集院松治 大佐：1942年12月26日 -
32. 島崎利雄 大佐：1943年7月17日 - 1944年11月21日戦死

## 同型艦
- 比叡
- 榛名
- 霧島

## 金剛に関係した軍備計画
いずれも計画のみで実際には計画変更や中止によってほぼ実現しなかった計画である。
- 十三号型巡洋戦艦（八八艦隊、八八艦隊案）
- 金剛代艦
- B65型超甲型巡洋艦（⑤計画）

## 金剛のプラスチックモデルキット
- 1/700 ウォーターラインNo.109 「日本戦艦 金剛」（ハセガワ）

ウォーターラインシリーズ。1993年発売。
- 1/350 アイアンクラッド<鋼鉄艦> 戦艦 金剛 1944（青島文化教材社）

アイアンクラッドシリーズ。
- 1/350 アイアンクラッド<鋼鉄艦> 日本海軍超弩級高速戦艦「金剛型」金剛リテイク（青島文化教材社）
- 1/700スケールシーウェイ特シリーズ No.023 日本海軍高速戦艦 金剛 1944年10月（フジミ模型）
- 1/700スケール帝国海軍シリーズ No.006 日本海軍高速戦艦 金剛 1944年10月（フルハルモデル）（フジミ模型）
- 1/700スケール特シリーズSPOT No.35 第二艦隊 第三艦隊 1944年 金剛・榛名セット（フジミ模型）
- ちび丸艦隊シリーズ No.3 ちび丸艦隊金剛（フジミ模型）
- 1/700 艦隊これくしょんプラモデルNo.07 艦娘 戦艦 金剛（青島文化教材社）
- 1/700 特EASYシリーズ No.05 日本海軍高速戦艦 金剛（フジミ模型）
- 1/2000 艦これモデル vol.1 (3)高速戦艦 金剛 /艦娘台座付きフルハルVer. 2014年3月発売(エフトイズ・コンフェクト)※実質は名義のみ。同シリーズの霧島の流用品。
- 1/2000 世界の艦船キット vol.1 (3)高速戦艦 金剛 /台座付きフルハル/波シート付き洋上・各Ver. 2018年2月26日(エフトイズ・コンフェクト)※前者と異なる完全新規金型。
- 1/3000 集める軍艦シリーズNo.1 戦艦 金剛 比叡 榛名 霧島/駆逐艦 白露型4隻 セット(フジミ模型)

## 画像集

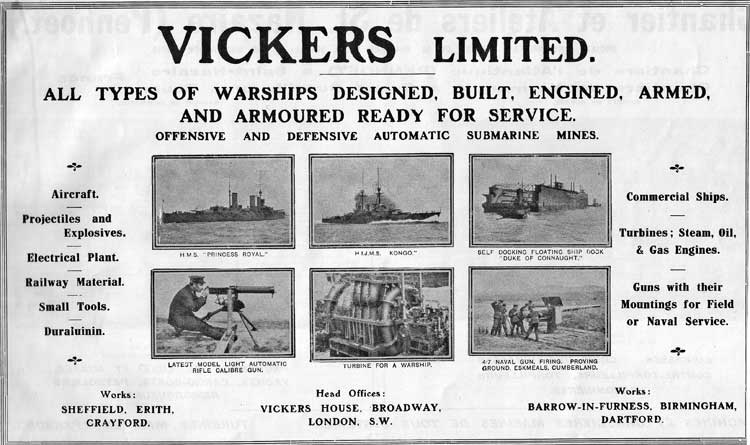
1914年、ヴィッカース社の広告
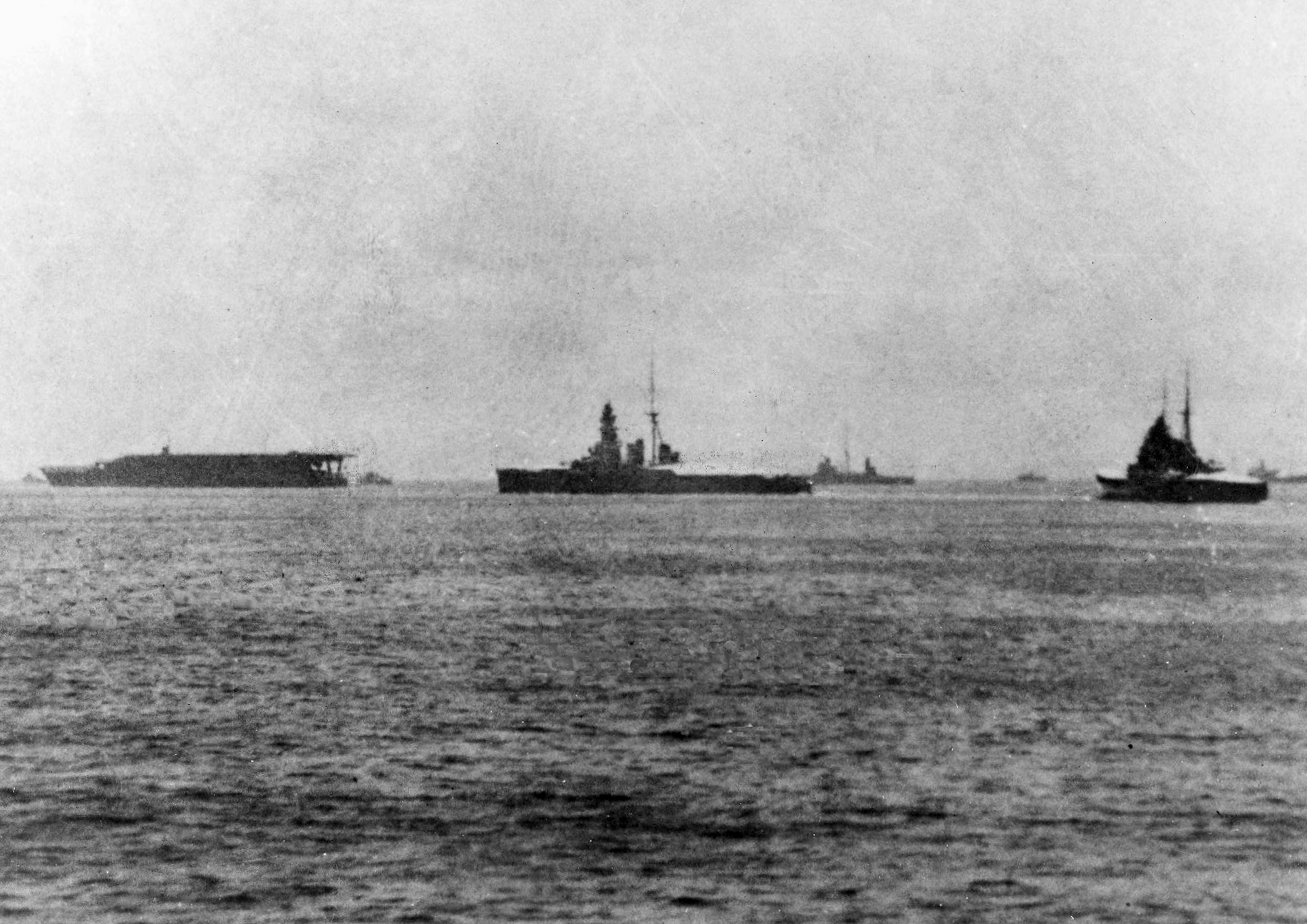
1937年に撮影された「赤城」「金剛」「春日」「高雄型重巡」
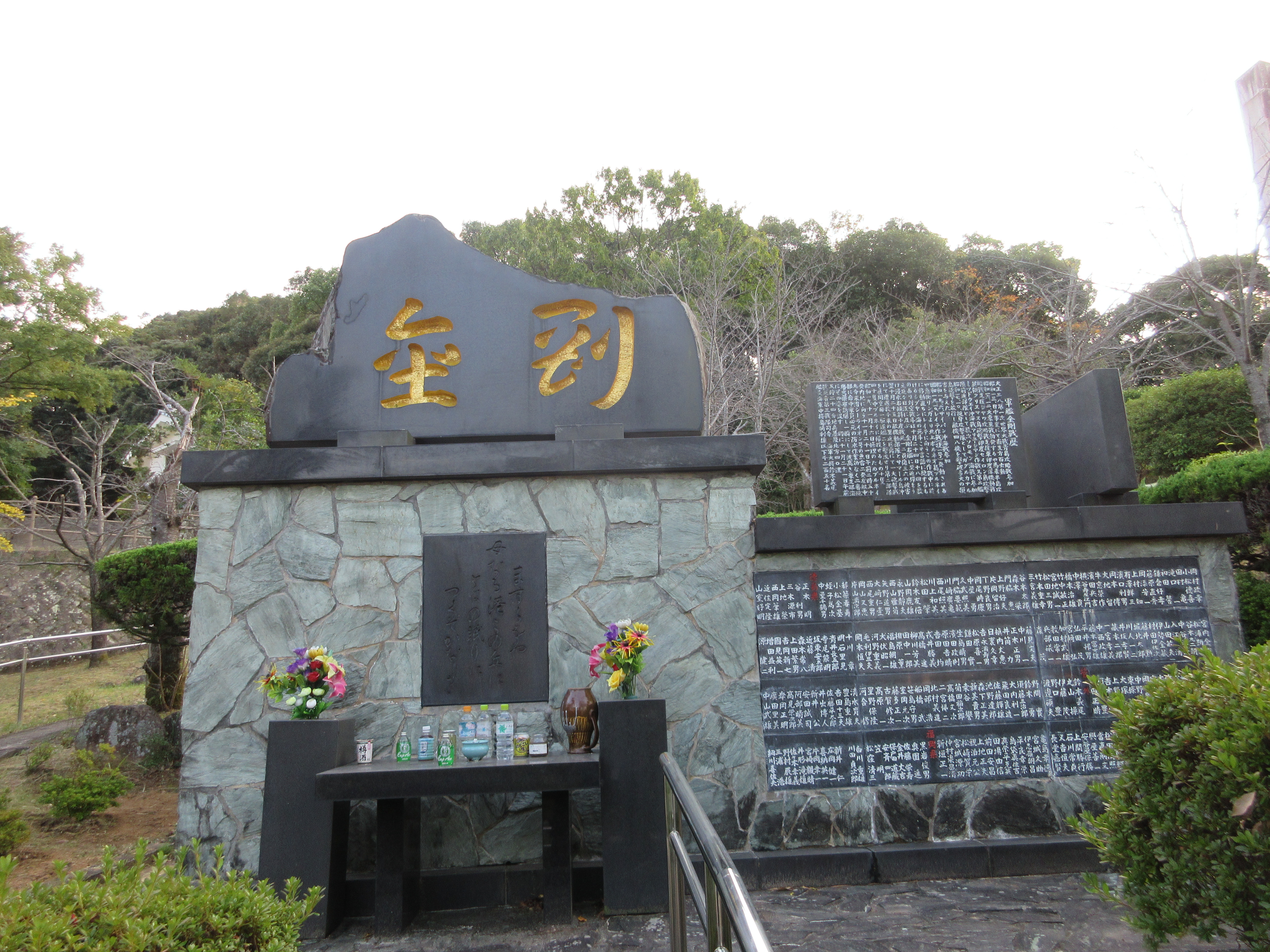
金剛慰霊碑（佐世保市）
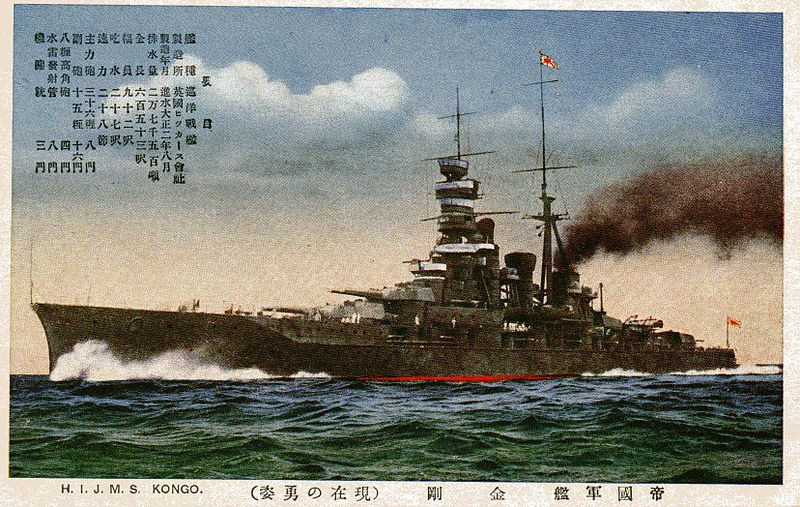
金剛改装後ポストカード

## 金剛が登場するアニメ・ゲーム・漫画
- 蒼き鋼のアルペジオ
- アズールレーン
- 艦これ
- 戦艦少女
- World of Warships
- War Thunde
- 艦つく

1. ↑  #海軍制度沿革11-2(1972)pp.1057-1087、昭和3年2月14日(内令43)艦船要目公表範囲のp.1058では、明治45年4月2日進水となっている。
2. ↑  ただし、前弩級戦艦であった敷島型戦艦朝日が工作艦として太平洋戦争に実戦参加。
3. ↑  長崎県佐世保市の佐世保東山海軍墓地にある金剛の慰霊碑の碑文の文字の中に「10月25日敵機動部隊とサマール島沖にて遭遇、数千米の至近距離にて一大砲撃戦を展開、空母1駆逐艦2を撃沈せり」という一文が刻まれている。
4. ↑  風上が東であった。直線的に突き進んだ他の艦艇は激しいスコールと護衛駆逐艦の煙幕に視界を奪われた。
5. ↑  31kmの長距離射撃をガンビア・ベイに命中させたという類のものが多い。